# لامع الحر
لامع عارف الحر (1958) شاعر وصحفي لبناني. ولد في كفرفيلا بالنبطية وهوابن الشاعر العاملي المعروف عارف الحر، مؤسس رابطة للأدب العاملي. بدأ نشر قصائده وهو على مقاعد الدراسة. اعتقله الجيش الإسرائيلي في أيام حرب لبنان 1982. أعدّ برامج إذاعية وتلفزيونية عدة. يتولى رئاسة القسم الثقافي في مجلة الشراع. ومثّل لبنان في مهرجانات شعرية عربية ويشارك في العديد من الأمسيات والهرجات الشعرية.

## سيرته
ولد لامع الحر في قرية كفرفيلا بمحافظة النبطية في جنوب لبنان في عام 1958، ورث موهبة الشعر عن والده الشاعر عارف الحر. اعتقله قوات الإسرائيلي عام 1983 في خلال حرب لبنان 1982 واحتفظ به في معتقل أنصار في الجنوب اللبناني بتهمة «التحريض على المقاومة». نظم في المعتقل العديد من القصائد التي نشر لاحقا في الصحف اللبنانية والعربية.

أصدر بعد خروجه من المعتل كتاب مهاجر إلى أنصار، روى فيه تجربته ومعاناه في المعتقل. أصدر ديوانه الأول واجهت نازك كلها عام 1993. يشارك في العديد من الأمسيات والهرجات الشعرية.

أقام التنظيم الشعبي الناصري في لبنان حفل تكريم له في 20 أكتوبر 2018.

## نقد شعره
شعر لامع الحر معظمه «قصائد متعددة الاوزان والقوافي وبعض منها يلتزم وزنا واحدا وقافية واحدة وبعض منها كما في إحدى قصائده الطويلة يلتزم ما يشبه وحدة في القافية مع تعدد وزني في قسم كبير من القصيدة ليعود بعد ذلك إلى تعدد في الاثنين. وقصائد الشاعر طويلة عادة وبعضها طويل جدا لكن هذا الطول لا يضعف نبضه الشعري فيها اجمالا.»

## حياته الشخصية
توفيت زوجته الإعلامية إلهام أبو مراد في مارس 2004.

## مؤلفاته
- مهاجر إلى أنصار: 1987
- واجهت نازك كلها: شعر، 1993.
- فتى الظل يبحث عن يديها: شعر، 1998.
- عشق كألف مما تعدون: شعر،‌ 2001، كتبه لإلهام أبو مراد، زوجته.
- بين حانا ومانا: مسرحية
- أبابيل على وتر الكرنفال: شعر، 2004.
- أبعد من الريف؛ شعراء خالدون في عيون الألف الثالث، تاريخ أدبي ونقده، 2010.
- ويقول العاشق ليتني كنت سرابا: شعر، 2013.
- ربّي زدني عشقاً: شعر، 2017.
- عشق عرضه السماوات والأرض : شعر، 2015.
- وما أرسلناك إلا وردة للعاشقين: شعر، 2016.
- سعيد عقل آخر أمراء الشعر العربي، تاريخ أدبي ونقده، 2016.
- أنوثـة يداري نسغها الطوفان: شعر، 2018.
- سحابة لم تجد أرضاً لتمطر: شعر، 2019.